# Halter albostigma
Halter albostigma är en insektsart som först beskrevs av John Obadiah Westwood 1874.  Halter albostigma ingår i släktet Halter och familjen Nemopteridae. Inga underarter finns listade i Catalogue of Life.